# 1988 nos jogos eletrônicos

## Eventos
- Junho - Nintendo publica a última edição (#7) de "Nintendo Fun Club News";
- Julho - Nintendo publica a primeira edição da revista Nintendo Power.
- Out Run ganha como Jogo do Ano no Golden Joystick Awards, para o ano de 1987.

## Negócios
- Novas empresas: Koeo Co., Ltd., Visual Concepts, Stormfront Studios, Walt Disney Computer Software, Eurocom.
- Empresas encerrando atividades: Coleco Industries Inc.
- Activision renomeada para Mediagenic.
- Processo Nintendo vs. Camerica Ltd.: Nintendo processa Camerica pela produção de um clone do controle NES Advantage para o console NES.

## Lançamentos Notáveis

### Jogos
- 8 de Janeiro, Konami lança Super Contra, assim como a versão NES de Metal Gear na América do Norte e Região PAL.
- Agosto, Altered Beast (Sega, arcade), foi mais tarde portado para o Mega Drive/Genesis onde veio em pacote com o console na América do Norte e Europa.
- 1º de Setembro, Nintendo renovam Doki Doki Panic e lançam como Super Mario Bros. 2,  para o Nintendo Entertainment System na América do Norte e região PAL.  Esse jogo foi lançado no Japão como Super Mario USA em 1992.[1]

### Hardware
- 29 de outubro - Sega Mega Drive é lançado no Japão.[2]
- Nintendo compra os direitos do Family Trainer da Bandai e o lança como Power Pad.
- Namco lança o Namco System 21, a primeira placa de arcade projetado especificamente para gráficos poligonais 3D.
- Lançamento do Phantom System pela Gradiente.